# Mahonia japonica
Mahonia japonica là một loài thực vật có hoa trong họ Hoàng mộc. Loài này được (Thunb.) DC. mô tả khoa học đầu tiên năm 1821.

## Hình ảnh

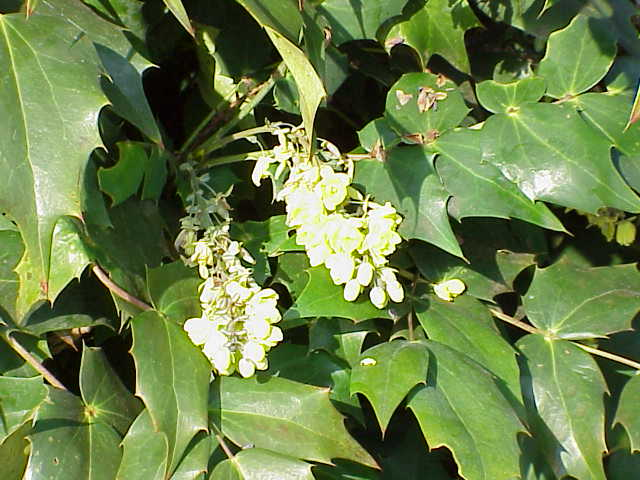
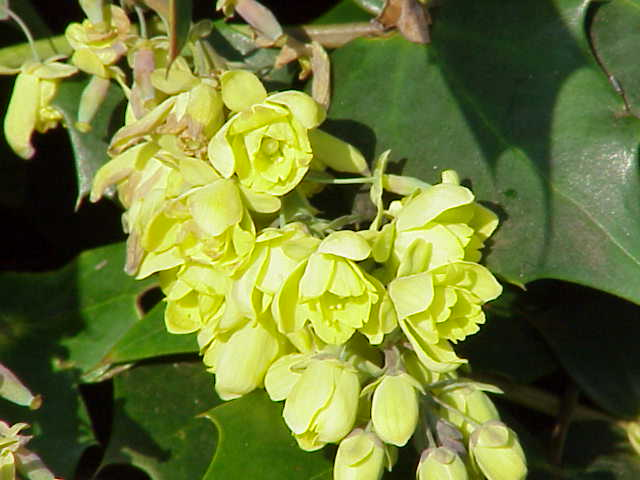
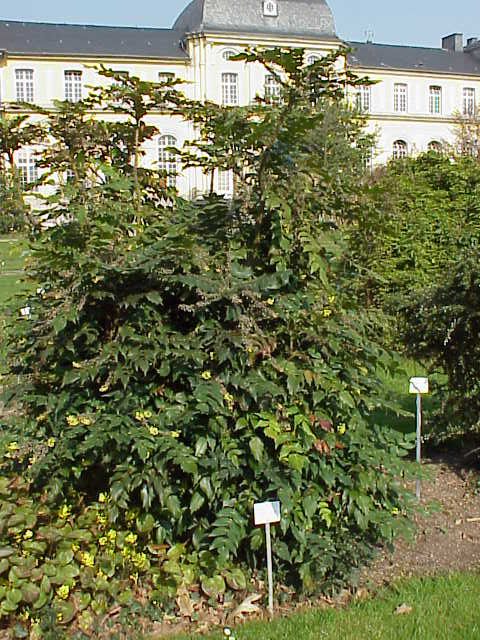
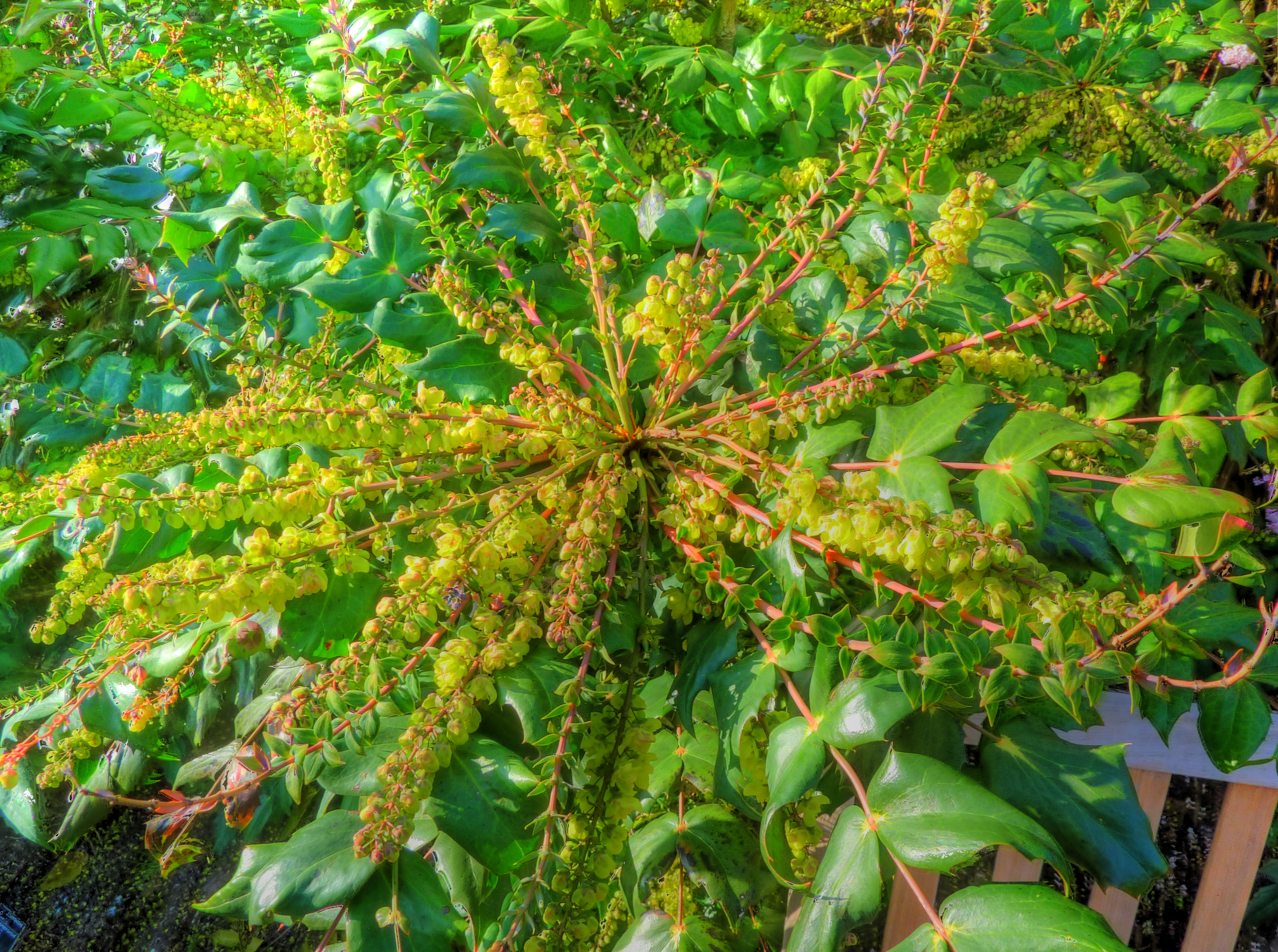